# Charles-Henri-Othon de Nassau-Siegen

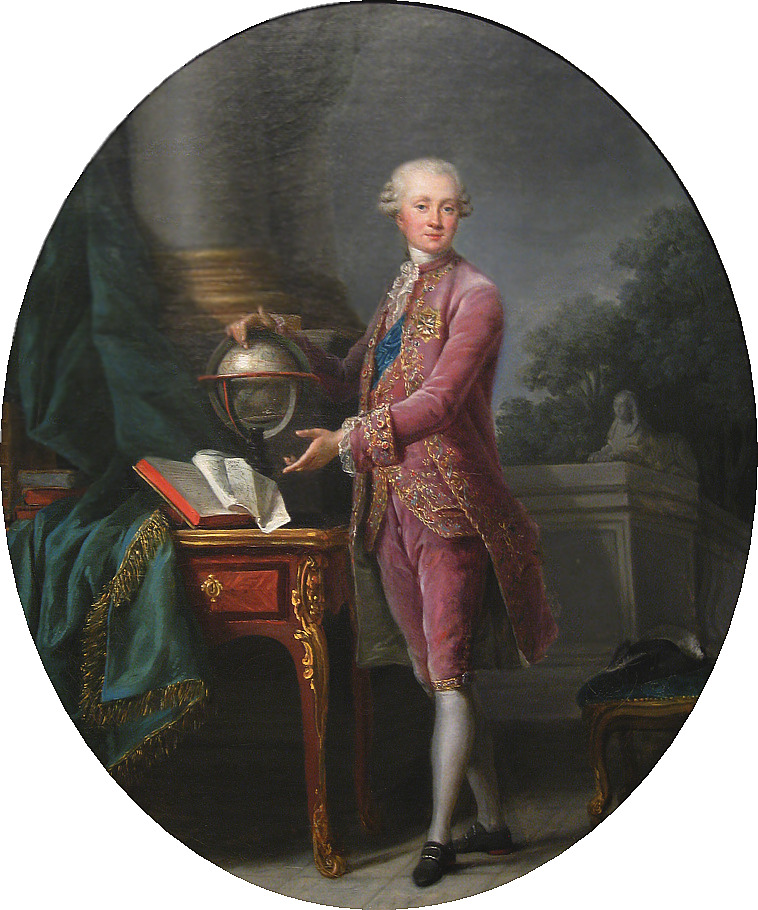
Portait du prince par Élisabeth Vigée-Lebrun.

Le prince Charles-Henri-Othon de Nassau-Siegen, en allemand : Prinz Karl Heinrich Otto von Nassau-Siegen, en russe : Карл Генрих Нассау-Зиген, né à Senarpont (Somme) le 9 janvier 1745 et mort à Tynna (Ukraine) le 10 avril 1808, est un militaire, colonel dans la Marine royale de la France, amiral dans la Marine impériale de Russie. 

## Famille
Né le 9 janvier 1745 au château de Senarpont, propriété de ses grands-parents maternels, il est le fils du prince Maximilien Guillaume Adolphe de Nassau-Siegen (1722-1748) et de Marie-Madeleine Amicie de Monchy-Senarpont (1723-1752),. Il est encore enfant lorsqu'il devient orphelin. Il est alors élevé par les parents de sa mère, Nicolas de Monchy, marquis de Senarpont, maréchal de camp, et Marie Madeleine Josèphe de Monchy, dont il est l'unique petit-enfant. Tous deux sont issus d'une ancienne famille de la noblesse picarde, illustrée notamment par le maréchal d'Hocquincourt, alias Charles de Monchy, et par Armand de Monchy, évêque-comte de Verdun, son fils . 
Le prince Maximilien, son père, était le troisième fils du prince Emmanuel-Ignace de Nassau-Siegen, régent de la principauté de Nassau-Siegen, et de Charlotte de Mailly-Nesle (sœur de Louis III et tante de célèbres favorites de Louis XV).
Le mariage du prince Emmanuel-Ignace avec la princesse Charlotte ne fut jamais harmonieux. Après la naissance de deux fils (morts en bas âge), le prince et la princesse vécurent séparément. 
La princesse menait une vie des plus frivoles. Cependant, au cours d'une éphémère réconciliation, elle donna le jour au prince Maximilien qui devait être l'héritier de la principauté. Las, peu de temps avant sa mort, le prince Emmanuel-Ignace contesta la légitimité de cet enfant qu'il avait reconnu dans un premier temps. 
La mère de l'enfant étant française, le parlement français déclara le prince Maximilien légitime tandis que la cour de justice impériale, sur requête du prince d'Orange, le déclarait illégitime. Le prince Maximilien contesta en vain cette décision. Après la mort du prince Maximilien, son fils, le prince Charles-Henri-Othon reprit à son compte ses revendications mais la principauté de Nassau-Siegen passa à un cousin de la branche de Nassau-Dietz.

### Mariage et descendance
Charles-Henri-Othon de Nassau-Siegen épouse à Varsovie, le 14 septembre 1780, la comtesse Caroline Gozdzką (1747-1807), première épouse du prince Janusz Wladislaw Sanguszko (mariage annulé en 1778). Il n'en a pas d'enfant.
De sa liaison avec Thérèse Eymer, dite Fleury, est issue une fille, Sophie de Nassau (1772-1849), mariée à Ansbach en 1794 avec Jean-Louis-Henri de Bancalis de Maurel d'Aragon (1763-1848), pair de France et pair héréditaire en 1819, président du conseil général du Tarn, dont postérité subsistante.

## Biographie
Issu de la lignée catholique des Nassau-Siegen , né en France d'une mère française, Karl Heinrich Otto de Nassau-Siegen fut éduqué en France, et entra au service de la Marine royale française à l'âge de 15 ans.
En 1772, son portrait est peint par Élisabeth Vigée Le Brun. Cette œuvre est aujourd'hui au musée d'Art d'Indianapolis. Il existe plusieurs autres portraits de lui.

### Marine royale française
Charles Henri Othon de Nassau-Siegen, nom sous lequel il est connu à la cour de France et de Russie, prend part à la guerre de Sept Ans (1756-1763). Entre 1766 et 1769, sous le commandement du comte Louis Antoine de Bougainville (1729-1811), il effectue un tour du monde. En 1768, le prince navigue sur l'océan Pacifique, il fit escale à Tahiti, dans les îles de Tuamotu, Samoa, Vanuatu (îles des Nouvelles-Hébrides), les îles Salomon et en Nouvelle-Guinée. De retour en France, le prince organise une expédition en Afrique centrale. Au grade de colonel de la Marine royale de France, sans succès, en mai 1779, il tente de prendre l'île de Jersey lors de la quatrième guerre anglo-néerlandaise.

### Marine royale espagnole
En 1780, il passe au service de l'Espagne, lors de la guerre anglo-espagnole, commandant de piles flottantes (batteries de canons), en 1782 il prend part au siège de Gibraltar. Le roi Charles III d'Espagne le promeut major général et il reçut le titre de Grande (Grand d'Espagne).

### Vie en Pologne
Charles-Henri-Othon de Nassau-Siegen vécut en Pologne et devint l'ami du roi Stanislas-Auguste Poniatowski, le souverain polonais décore le prince de l'ordre de Saint-Stanislas et l'ordre de l'Aigle blanc.

### Marine impériale de Russie

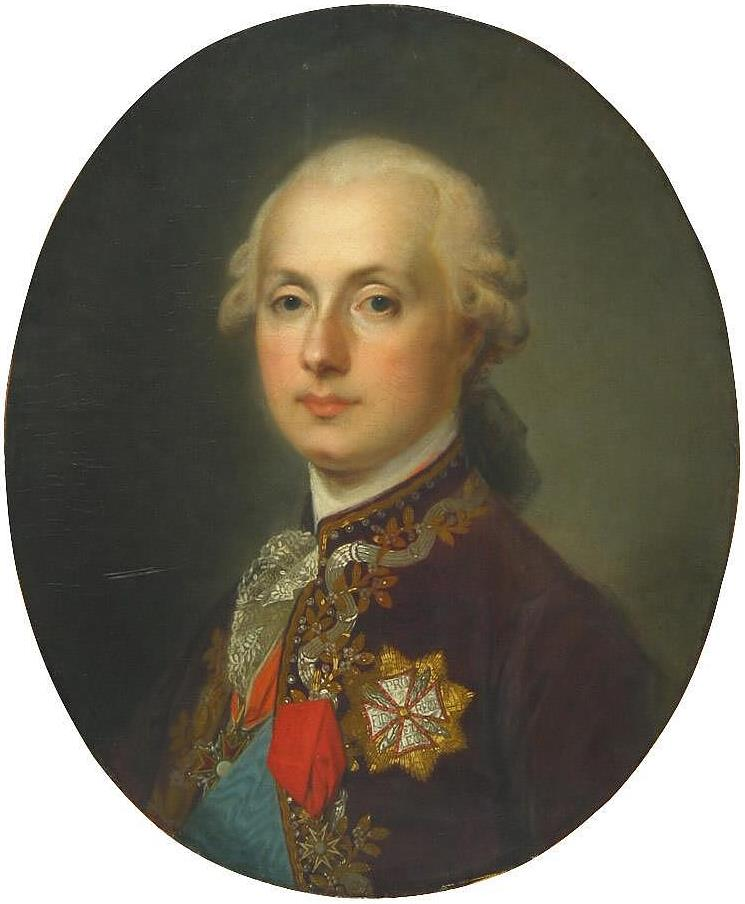
Charles Henri Othon de Nassau-Siegen (Artiste inconnu - Saint-Petersbourg, Musée de l'Ermitage)

Ayant vendu en 1785 les domaines hérités en France de la famille de sa mère, à Senarpont et alentours, il vit ensuite principalement en Russie.

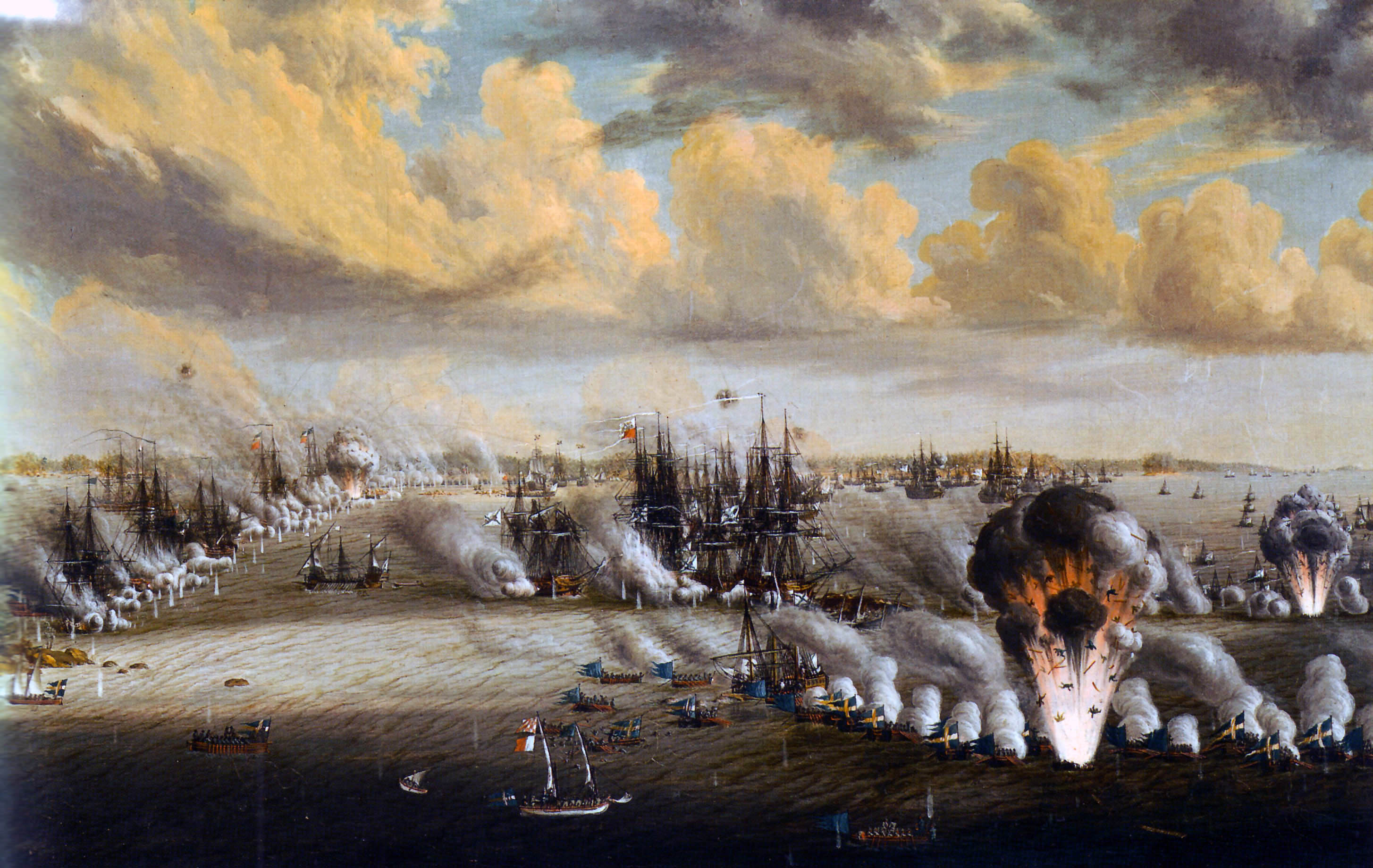
La bataille de Svensksund, juillet 1790

À la fin de 1786, Charles-Henri-Othon de Nassau-Siegen arriva dans le Sud de la Russie et se lia avec Grigori Potemkine. Avec ce dernier, le prince assista à la préparation du célèbre voyage de Catherine II de Russie en 1787. Au cours du séjour de l'impératrice dans le Sud de la Russie, Charles-Henri-Othon de Nassau-Siegen figure parmi les personnalités du cortège impérial, puis entre au service de la Russie impériale. À cette occasion, il est promu kontr-admiral. Lors de la guerre russo-turque (1787-1792), il commande une flottille de galères. À plusieurs reprises il défait la marine turque. 
Pour son courage et ses prouesses militaires, le 24 juillet 1788, il reçoit l'ordre de Saint-Georges (deuxième classe) et est promu vitse-admiral. Mais en conflit avec Grigori Potemkine, Charles-Henri-Othon de Nassau-Siegen repart pour Saint-Pétersbourg. En qualité d'agent de Catherine II de Russie, il se rend en France et en Espagne afin de tenter de réaliser une union entre ces deux pays et la Russie et l'Autriche, mais sans succès.
Il participe à la Guerre russo-suédoise (1789-1790). Au cours de ce conflit il sort victorieux de la première bataille de Svensksund en 1789 et, le 4 août 1789, se voit décoré de l'ordre de Saint-André. Mais le 9 juillet 1790, après une première victoire lors de la bataille de la baie de Vyborg, il subit une sévère défaite dans la seconde bataille de Svensksund durant laquelle la marine royale suédoise, commandée par le roi Gustave III, anéantit la flotte russe : 49 navires et galères sont coulés et 22 galères sont prises par les Suédois. On compte en outre 7 400 morts et 6 000 prisonniers parmi les Russes. Malgré tout, en 1790, Nassau-Siegen est élevé au grade d'amiral. Le prince ne se remit jamais de la défaite de la seconde bataille de Svensksund. En mai 1792, il prend de longues vacances et en 1794, il quitte la Russie. Après plusieurs demandes il obtient sa démission. Il s'installe dans le Sud de la Russie près de Nemirov (aujourd'hui en Ukraine) et s'investit dans l'agriculture.

## Distinctions
- Ordre de Saint-Stanislas
- Ordre de l'Aigle blanc
- 1788 : ordre de Saint-Georges (deuxième classe)
- 1789 : ordre de Saint-André

## Pour approfondir